# Nancray-sur-Rimarde
Pour les articles homonymes, voir Nancray (homonymie).
Nancray-sur-Rimarde est une commune française, située dans le département du Loiret en région Centre-Val de Loire.

## Toponymie
L'actuelle dénomination officielle a été instaurée en 1919. Auparavant, la commune portait le nom de Nancray, encore employé dans le langage parlé, mais qui pouvait provoquer une confusion avec la commune homonyme du Doubs.

## Géographie

### Localisation

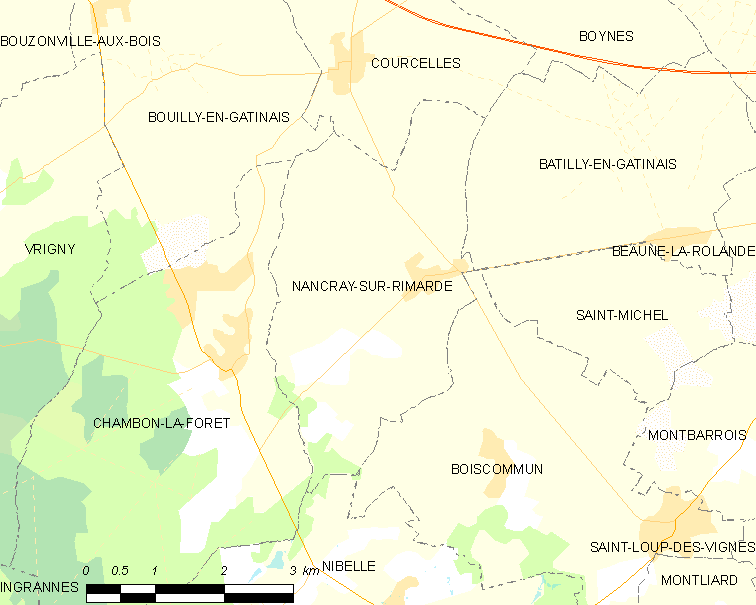
Carte de la commune de Nancray-sur-Rimarde et des communes limitrophes.

La commune de Nancray-sur-Rimarde se trouve dans le quadrant nord-est du département du Loiret, dans la région agricole du Gâtinais riche,.  À vol d'oiseau, elle se situe à 36,6 km  d'Orléans, préfecture du département, à 13,1 km de Pithiviers, sous-préfecture, et à 7,1 km de Beaune-la-Rolande, ancien chef-lieu du canton dont dépendait la commune avant mars 2015. La commune fait partie du bassin de vie de Beaune-la-Rolande.
Les communes les plus proches sont : Chambon-la-Forêt (3,1 km), Courcelles (3,3 km), Saint-Michel (3,4 km), Batilly-en-Gâtinais (3,5 km), Bouilly-en-Gâtinais (4,7 km), Boiscommun (5 km), Nibelle (5,1 km), Montbarrois (5,7 km), Boynes (6 km) et Vrigny (6,9 km).
| Bouilly-en-Gâtinais | Courcelles-le-Roi   | Batilly-en-Gâtinais |
| Chambon-la-Forêt    | Nancray-sur-Rimarde | Boiscommun          |
| Chambon-la-Forêt    | Nibelle - Chemault  |                     |

### Géologie et relief

#### Géologie
La commune se situe dans le sud du Bassin parisien, le plus grand des trois bassins sédimentaires français. Cette vaste dépression, occupée dans le passé par des mers peu profondes et des lacs, a été comblée, au fur et à mesure que son socle s’affaissait, par des sables et des argiles, issus de l’érosion des reliefs alentours, ainsi que des calcaires d’origine biologique, formant ainsi une succession de couches géologiques.
Les couches affleurantes sur le territoire communal sont constituées de formations superficielles du Quaternaire et de roches sédimentaires datant du Cénozoïque, l'ère géologique la plus récente sur l'échelle des temps géologiques, débutant il y a 66 millions d'années. La formation la plus ancienne est du calcaire de Pithiviers remontant à l’époque Miocène de la période Néogène. La formation la plus récente est des alluvions et colluvions du fond des vallées secondaires remontant à l’époque Holocène de la période Quaternaire. Le descriptif de ces couches est détaillé dans  les feuilles « n°328 - Pithiviers » et « n°364 - Bellegarde-du-Loiret » de la carte géologique au 1/50 000ème du département du Loiret, et leurs notices associées,.

Carte géologique de la commune.

|  | FC : | alluvions et colluvions du fond des vallées secondaires, Holocène |

|  | qOE : | Limons et Loess, Quaternaire |

|  | p-qFCC : | sables de Lozère ou alluvions des '-Cailloutis culminants'-, Pliocène supérieur à Pléistocène inférieur, terrasse à +50 à 60 m |

|  | m2MSO : | marnes et sables de l'Orléanais, Burdigalien    |
|  | m2MCO : | marnes et calcaires de l'Orléanais, Burdigalien |
|  | m1MBl : | marne de Blamont, Aquitanien                    |
|  | m1CPi : | calcaire de Pithiviers, Aquitanien              |

#### Relief
La superficie cadastrale de la commune publiée par l’Insee, qui sert de références dans toutes les statistiques, est de 11,58 km2,. La superficie géographique, issue de la BD Topo, composante du Référentiel à grande échelle produit par l'IGN, est quant à elle de 11,55 km2.

### Hydrographie
Nancray-sur-Rimarde est parcourue par la Rimarde, qui traverse le territoire communal du sud au nord. Cette rivière est rejointe par la petite Rimarde au niveau de la ferme du Fort des Eaux, sur le territoire de Bouilly-en-Gâtinais, après avoir serpenté sur la commune de Nancray-sur-Rimarde.
La Rimarde, qui faisait le bonheur des promeneurs avant la Seconde Guerre mondiale, a été redressée lors d'un remembrement dans les années 1956-1957. Elle n'est plus, depuis lors, qu'un fossé qui ne retient pas assez l'eau pour éviter les inondations en aval. Sa gestion est déléguée au syndicat de la Rimarde qui s'est lui-même associé aux syndicats des autres rivières, qui lui sont liées (l'Œuf et l'Essonne). Des arbres ont été replantés sur ses rives en 2010.

### Climat
Pour des articles plus généraux, voir Climat du Centre-Val de Loire et Climat du Loiret.
En 2010, le climat de la commune est de type climat océanique dégradé des plaines du Centre et du Nord, selon une étude du CNRS s'appuyant sur une série de données couvrant la période 1971-2000. En 2020, Météo-France publie une typologie des climats de la France métropolitaine dans laquelle la commune est exposée à un climat océanique altéré et est dans la région climatique Sud-ouest du bassin Parisien, caractérisée par une faible pluviométrie, notamment au printemps (120 à 150 mm) et un hiver froid (3,5 °C).
Pour la période 1971-2000, la température annuelle moyenne est de 10,8 °C, avec une amplitude thermique annuelle de 15,6 °C. Le cumul annuel moyen de précipitations est de 681 mm, avec 10,9 jours de précipitations en janvier et 7,4 jours en juillet. Pour la période 1991-2020, la température moyenne annuelle observée sur la station météorologique de Météo-France la plus proche, sur la commune de Ladon à 17 km à vol d'oiseau, est de 11,7 °C et le cumul annuel moyen de précipitations est de 685,3 mm,. Pour l'avenir, les paramètres climatiques de la commune estimés pour 2050 selon différents scénarios d'émission de gaz à effet de serre sont consultables sur un site dédié publié par Météo-France en novembre 2022.

### Milieux naturels et biodiversité

#### Zones nationales d'intérêt écologique, faunistique et floristique

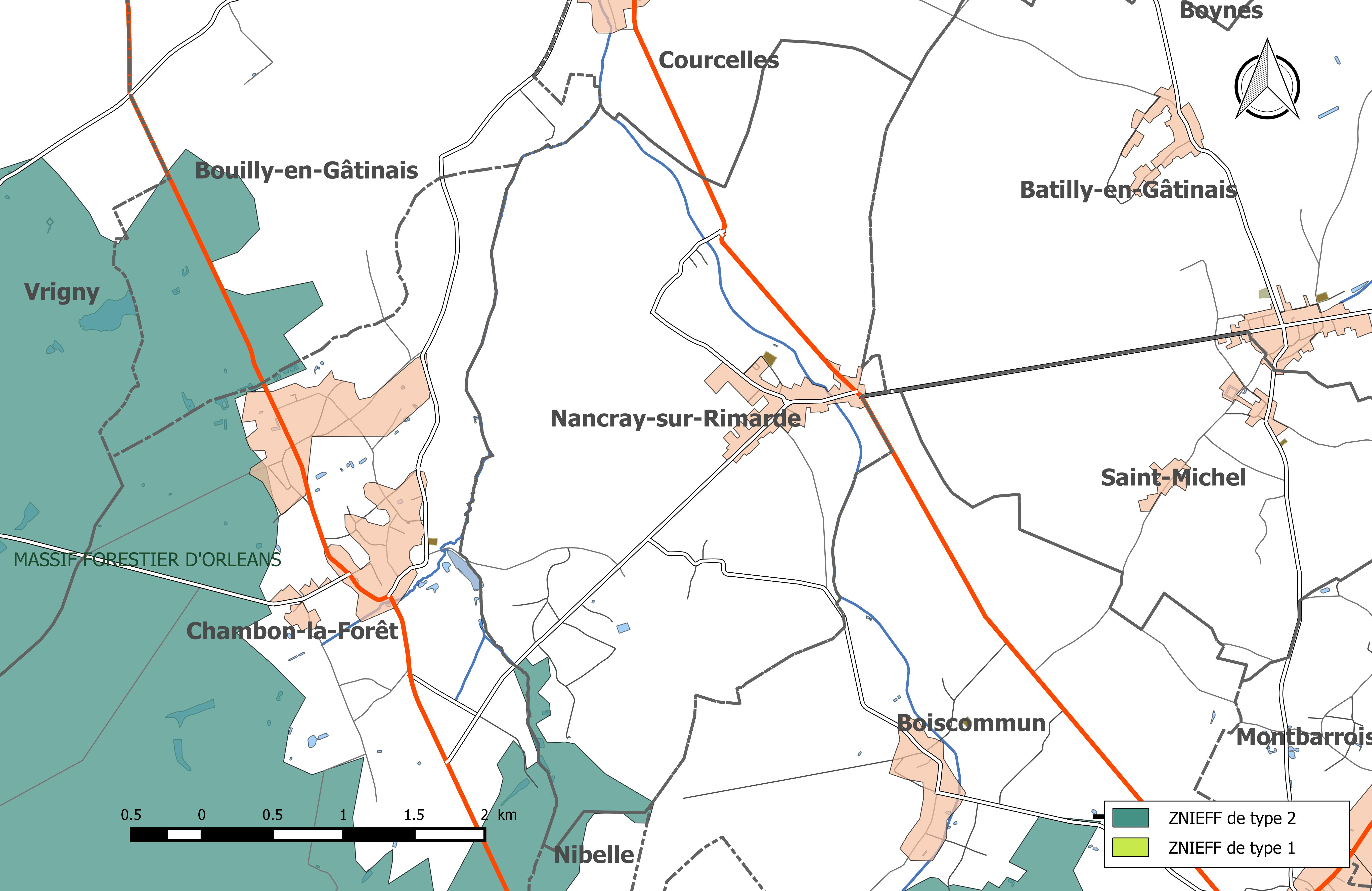
Carte des ZNIEFF de la commune et de ses abords.

L’inventaire des zones naturelles d'intérêt écologique, faunistique et floristique (ZNIEFF) a pour objectif de réaliser une couverture des zones les plus intéressantes sur le plan écologique, essentiellement dans la perspective d’améliorer la connaissance du patrimoine naturel national et de fournir aux différents décideurs un outil d’aide à la prise en compte de l’environnement dans l’aménagement du territoire. Le territoire communal de Nancray-sur-Rimarde comprend une ZNIEFF de type 2, dénommée 
« Massif forestier d'Orléans ». D'une superficie de 36 086 hectares, elle s'étend sur 37 communes, dont Nancray-sur-Rimarde. Son altitude varie entre 126 et 174 m. La forêt d'Orléans repose pour l'essentiel sur des terrains de nature comparable à celle des terrains de la Sologne (Burdigalien) épandus sur le coteau de Beauce. Les formations végétales sont donc plutôt acidoclines à acidiphiles avec des secteurs secs et  d'autres  très  humides.  L'intérêt  dépasse  les  contours  complexes  du  massif  domanial  et  s'étend  également  aux  lisières  et
enclaves privées qui le prolongent.

## Urbanisme

### Typologie
Au 1er janvier 2024, Nancray-sur-Rimarde est catégorisée commune rurale à habitat dispersé, selon la nouvelle grille communale de densité à sept niveaux définie par l'Insee en 2022.
Elle est située hors unité urbaine. Par ailleurs la commune fait partie de l'aire d'attraction de Pithiviers, dont elle est une commune de la couronne,. Cette aire, qui regroupe 27 communes, est catégorisée dans les aires de moins de 50 000 habitants,.

### Occupation des sols
L'occupation des sols de la commune, telle qu'elle ressort de la base de données européenne d’occupation biophysique des sols Corine Land Cover (CLC), est marquée par l'importance des territoires agricoles (93,8 % en 2018), une proportion sensiblement équivalente à celle de 1990 (94,1 %). La répartition détaillée en 2018 est la suivante : 
terres arables (85,5 %), zones agricoles hétérogènes (8,3 %), forêts (3,3 %), zones urbanisées (2,9 %).
L'évolution de l’occupation des sols de la commune et de ses infrastructures peut être observée sur les différentes représentations cartographiques du territoire : la carte de Cassini (XVIIIe siècle), la carte d'état-major (1820-1866) et les cartes ou photos aériennes de l'IGN pour la période actuelle (1950 à aujourd'hui).

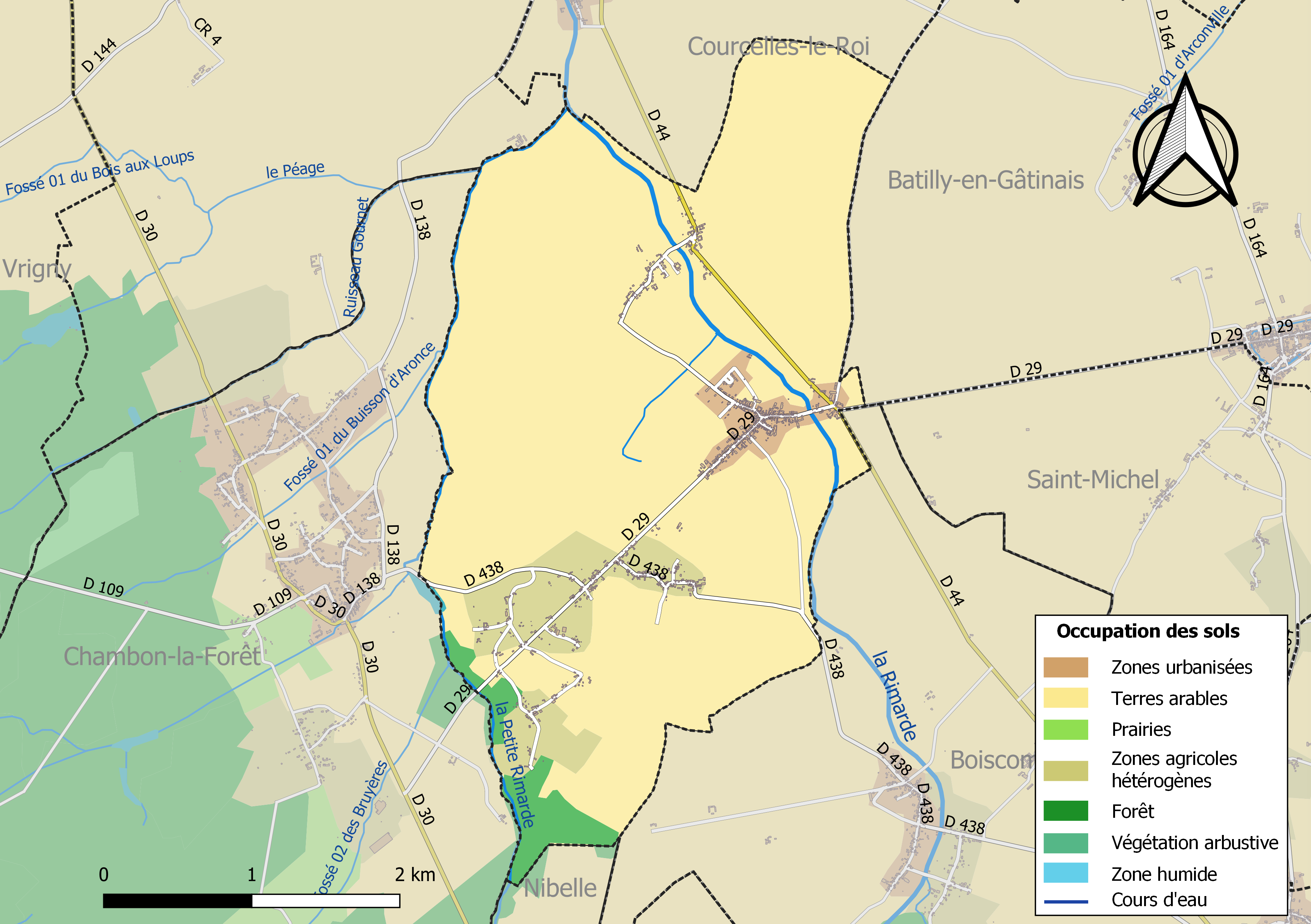
Carte des infrastructures et de l'occupation des sols de la commune en 2018 (CLC).
Carte orthophotographique de la commune en 2016.

### Voies de communication et transports

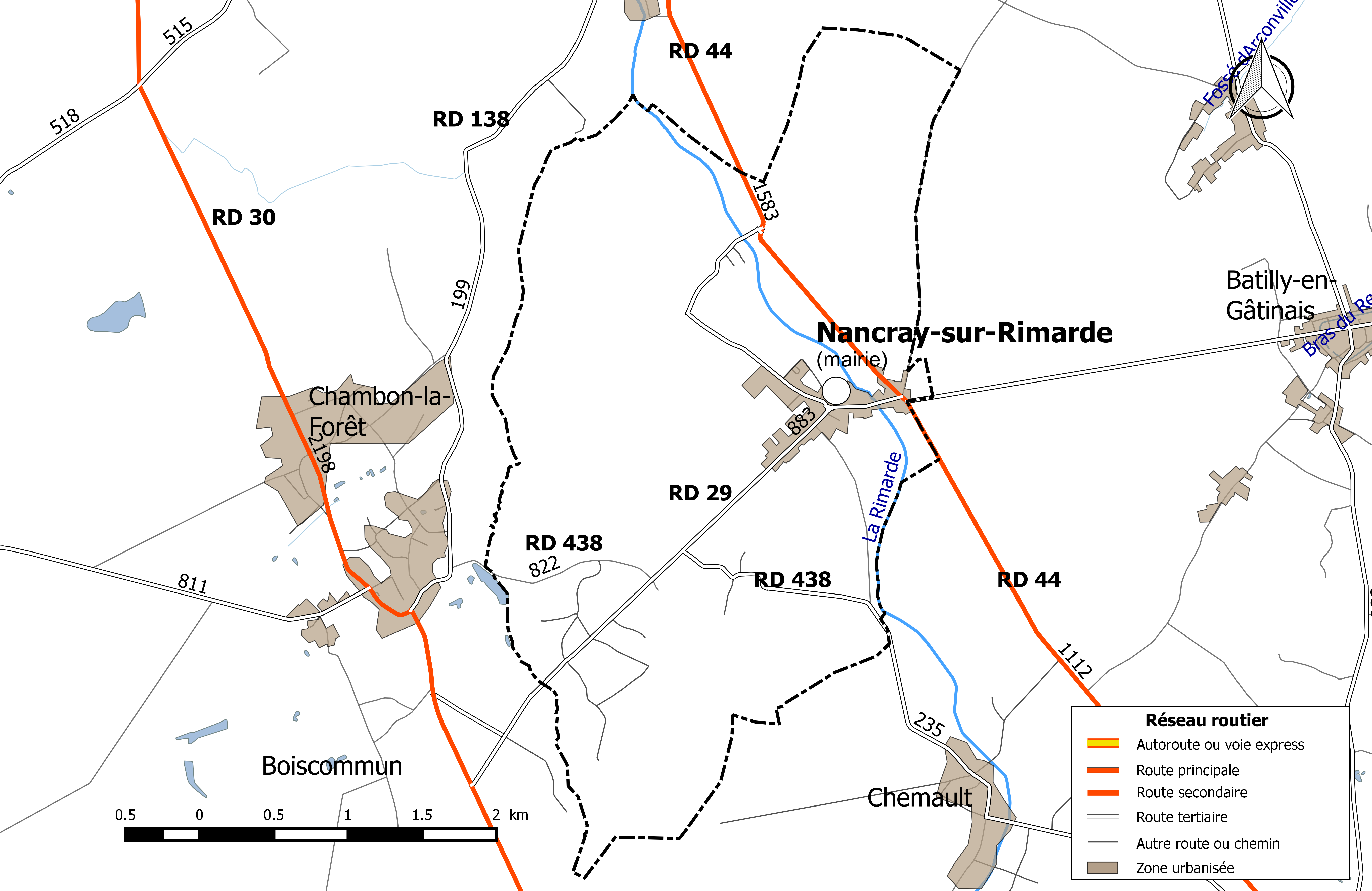
Réseau routier principal de la commune de Nancray-sur-Rimarde (avec indication du trafic routier 2014).

#### Infrastructures routières
La commune est traversée par trois routes départementales : la RD 44 (1 583 véhicules/jour dans la section traversant la commune), qui relie Gien à Yèvre-la-Ville, la RD 29 (883 véhicules/jour), qui relie Beaune-la-Rolande à Chambon-la-Forêt et la RD 438 (822 véhicules/jour), qui relie Chambon-la-Forêt à Boiscommun.

#### Transports en commun
Aucune ligne régulière du réseau Ulys, le réseau interurbain de transport par autocar du Conseil départemental du Loiret, ne dessert la commune. Par contre la commune bénéficie du service Ulys Proximité qui emmène les usagers de la commune vers un arrêt desservi par la ligne régulière la plus proche, les lignes 11 ou 17.

### Risques majeurs
La commune de Nancray-sur-Rimarde est vulnérable à différents aléas naturels : climatiques (hiver exceptionnel ou canicule), mouvements de terrains ou sismique (sismicité très faible). 
Entre 1989 et 2019, sept arrêtés ministériels ayant porté reconnaissance de catastrophe naturelle ont été pris pour le territoire de la commune  : trois  pour des inondations et coulées de boues et quatre pour des mouvements de terrains.
Le territoire de la commune peut être concerné par un risque d'effondrement de cavités souterraines non connues. Une cartographie départementale de l'inventaire des cavités souterraines et des désordres de surface a été réalisée. Il a été recensé sur la commune plusieurs effondrements de cavités.
Par ailleurs, le sol du territoire communal peut faire l'objet de mouvements de terrain liés à la sécheresse. Le phénomène de retrait-gonflement des argiles est la conséquence d'un changement d'humidité des sols argileux. Les argiles sont capables de fixer l'eau disponible mais aussi de la perdre en se rétractant en cas de sécheresse. Ce phénomène peut provoquer des dégâts très importants sur les constructions (fissures, déformations des ouvertures) pouvant rendre inhabitables certains locaux. Celui-ci a particulièrement affecté le Loiret après la canicule de l'été 2003. Une grande partie sud-ouest du territoire de la commune est soumise à un aléa « fort » face à ce risque, selon l'échelle définie par le Bureau de recherches géologiques et minières (BRGM).
Depuis le 22 octobre 2010, la France dispose d’un nouveau zonage sismique divisant le territoire national en cinq zones de sismicité croissante. La commune, à l’instar de l’ensemble du département,  est concernée par un risque très faible.

## Histoire

### Préhistoire
Sites moustérien et néolithiques.

### Époque romaine
Bourg situé sur la voie romaine de Sens à Orléans, dite « chemin de César ».
Vers 1856, à environ 100 m du chemin de César, a été découverte une grande quantité de pièces de monnaie, presque toutes frappées à l'effigie de Postume (260 à 269). Cette trouvaille est à rapprocher du pot de terre grossière trouvé en 1866 à proximité de cet endroit quoique sur la commune de Chambon, pot qui contenait une trentaine de petites pièces de monnaie dont certaines à l'effigie de Postume ; et laisse supposer l'existence au moins d'une villa, voire d'une ville, et en tout cas un établissement gallo-romain dans les environs proches – les habitants auraient voulu cacher leurs pécules lors des invasions barbares.

### Moyen Âge
Clocher-tour roman.

### Temps modernes
Entre 1790 et 1794, Nancray absorbe la commune voisine de La Nerville.
À l'endroit où la voie romaine change d'orientation rectiligne, se trouve la tombe d'un officier prussien mort en 1870 (bataille de Beaune-la-Rolande).
Entre le 29 janvier et le 8 février 1939, plus de 2 800 réfugiés espagnols fuyant l'effondrement de la république espagnole devant les troupes de Franco, arrivent dans le Loiret. Devant l'insuffisance des structures d'accueil d’Orléans, 46 centres d’accueil ruraux sont ouverts, dont un à Nancray. Les réfugiés, essentiellement des femmes et des enfants (les hommes sont désarmés et retenus dans le Sud de la France), sont soumis à une quarantaine stricte, vaccinés, le courrier est limité, et le ravitaillement, s'il est peu varié et cuisiné à la française, est cependant assuré. Une partie des réfugiés rentrent en Espagne, incités par le gouvernement français qui facilite les conditions du retour, ceux préférant rester sont regroupés au camp de la verrerie des Aydes, à Fleury-les-Aubrais.
La commune est le lieu de nombreux parachutages britanniques pendant la Seconde Guerre mondiale, réceptionnés par les maquisards et à destination du maquis de Chambon-la-Forêt.

## Politique et administration

### Découpage territorial

#### Bloc communal: Commune et intercommunalités
La paroisse de Nancray acquiert le statut de municipalité avec le  décret du 12 novembre 1789 de l'Assemblée nationale puis celui de « commune », au sens de l'administration territoriale actuelle, par le décret de la Convention nationale du 10 brumaire an II (31 octobre 1793). Il faut toutefois attendre la loi du 5 avril 1884 sur l'organisation municipale pour qu'un régime juridique uniforme soit défini pour toutes les communes de France, point de départ de l’affirmation progressive des communes face au pouvoir central.
La commune est orthographiée Nancray dans l'arrêté de 1801. En 1918, la Chambre de Commerce de Paris émet le souhait « qu'un nom de complément soit donné aux localités qui portent une dénomination identique » afin d'éviter toute confusion dans les transmissions postales et le transport des marchandises. Le gouvernement accueille favorablement cette demande et le 7 juin 1918 le préfet du Loiret invite 82 communes du Loiret ayant des homonymes dans d'autres départements à compléter leur nom. Vingt-trois conseils municipaux refusent. La commune de Nancray, quant à elle, prend le nom de Nancray-sur-Rimarde à la suite du décret du 5 août 1919.
La commune est membre de la communauté de communes du Beaunois depuis sa création le 20 décembre 1995 jusqu'en 2016, un établissement public de coopération intercommunale issu de la transformation du S.I.Vo.M de Beaune-la-Rolande, créée en mai 1959, en communauté de communes. Depuis le 1er janvier 2017, la commune est membre de la communauté de communes du Pithiverais-Gâtinais, issue de la fusion de la communauté de communes du Beaunois, de la communauté de communes des Terres puiseautines étendue à la commune nouvelle Le Malesherbois.

#### Circonscriptions de rattachement
Sous l'Ancien Régime, à la veille des États généraux de 1789, la paroisse de Nancray était rattachée sur le plan ecclésiastique à l'ancien diocèse de Sens et sur le plan judiciaire au bailliage royal de Boiscommun.
La loi du 22 décembre 1789 divise le pays en 83 départements découpés chacun en six à neuf districts eux-mêmes découpés en cantons regroupant des communes. Les districts, tout comme les départements, sont le siège d’une administration d’État et constituent à ce titre des circonscriptions administratives. La commune de Nancray est alors incluse dans le canton de Batilly, le district de Boiscommun et le département du Loiret.
La recherche d’un équilibre entre la volonté d’organiser une administration dont les cadres permettent l’exécution et le contrôle des lois d’une part, et la volonté d’accorder une certaine autonomie aux collectivités de base (paroisses, bourgs, villes) d’autre part, s’étale de 1789 à 1838. Les découpages territoriaux évoluent ensuite au gré des réformes visant à décentraliser ou recentraliser l'action de l'État. La régionalisation fonctionnelle des services de l'État (1945-1971) aboutit à la création de régions. L'acte I de la décentralisation de 1982-1983 constitue une étape importante en donnant l'autonomie aux collectivités territoriales, régions, départements et communes. L'acte II intervient en 2003-2006, puis l'acte III en 2012-2015.
Le tableau suivant présente les rattachements, au niveau infra-départemental, de la commune de Nancray-sur-Rimarde aux différentes circonscriptions administratives et électorales ainsi que l'historique de l'évolution de leurs territoires.
| Circonscription             | Nom                | Période   | Type                         | Évolution du découpage territorial |
| --------------------------- | ------------------ | --------- | ---------------------------- | --- |
| District                    | Boiscommun         | 1790-1795 | Administrative               | La commune est rattachée au district de Boiscommun de 1790 à 1795,. La Constitution du 5 fructidor an III, appliquée à partir de vendémiaire an IV (1795) supprime les districts, rouages administratifs liés à la Terreur, mais maintient les cantons qui acquièrent dès lors plus d'importance. |
| Canton                      | Batilly            | 1790-1801 | Administrative et électorale | Le 10 février 1790, la municipalité de Nancray est rattachée au canton de Batilly. Les cantons acquièrent une fonction administrative avec la disparition des districts en 1795. |
| Canton                      | Beaune             | 1801-2015 | Administrative et électorale | Sous le Consulat, un redécoupage territorial visant à réduire le nombre de justices de paix ramène le nombre de cantons dans le Loiret de 59 à 31. Nancray-sur-Rimarde est alors rattachée par arrêté du 9 vendémiaire an X (30 septembre 1801) au canton de Beaune,. |
| Canton                      | Malesherbes        | 2015-     | Électorale                   | La loi du 17 mai 2013 et ses décrets d'application publiés en février et mars 2014 introduisent un nouveau découpage territorial pour les élections départementales. La commune est alors rattachée au nouveau canton de Malesherbes. Depuis cette réforme, plus aucun service de l'État n'exerce sa compétence sur un territoire s'appuyant sur le nouveau découpage cantonal. Le canton a disparu en tant que circonscription administrative de l'État ; il est désormais uniquement une circonscription électorale destinée à l'élection d'un binôme de conseillers départementaux siégeant au conseil départemental. |
| Arrondissement              | Pithiviers         | 1801-1926 | Administrative               | Nancray-sur-Rimarde est rattachée à l'arrondissement de Pithiviers par arrêté du 9 vendémiaire an X (30 septembre 1801),. |
| Arrondissement              | Orléans            | 1926-1942 | Administrative               | Sous la Troisième République, en raison d'un endettement considérable et de l'effort nécessaire pour la reconstruction post-Première Guerre mondiale, la France traverse une crise financière. Pour réduire les dépenses de l’État, Raymond Poincaré fait voter plusieurs décrets-lois réformant en profondeur l’administration française : 106 arrondissements sont ainsi supprimés, dont ceux de Gien et de Pithiviers dans le Loiret par décret du 10 septembre 1926. Nancray-sur-Rimarde est ainsi transférée de l'arrondissement de Pithiviers à celui d'Orléans,.                                                  |
| Arrondissement              | Pithiviers         | 1942-     | Administrative               | La loi du 1er juin 1942 rétablit l'arrondissement de Pithiviers. Nancray-sur-Rimarde est alors à nouveau rattachée à l'arrondissement de Pithiviers. |
| Circonscription législative | 5e circonscription | 2010-     | Électorale                   | Lors du découpage législatif de 1986, le nombre de circonscriptions législatives passe dans le Loiret de 4 à 5. Un nouveau redécoupage intervient en 2010 avec la loi du 23 février 2010. En attribuant un siège de député « par tranche » de 125 000 habitants, le nombre de circonscriptions par département varie désormais de 1 à 21,. Dans le Loiret, le nombre de circonscriptions passe de cinq à six. La réforme n'affecte pas Nancray-sur-Rimarde qui reste rattachée à la cinquième circonscription. |

#### Collectivités de rattachement
La commune de Nancray-sur-Rimarde est rattachée au département du Loiret et à la région Centre-Val de Loire, à la fois circonscriptions administratives de l'État et collectivités territoriales.

### Politique et administration municipales

#### Conseil municipal et maire
Depuis les élections municipales de 2014, le conseil municipal de Nancray-sur-Rimarde, commune de moins de 1 000 habitants, est élu au scrutin majoritaire plurinominal à deux tours, les électeurs pouvant modifier les listes, panacher, ajouter ou supprimer des candidats sans que le vote soit nul,  pour un mandat de six ans renouvelable. Il est composé de 15 membres. L'exécutif communal est constitué par le maire, élu par le conseil municipal parmi ses membres, pour un mandat de six ans, c'est-à-dire pour la durée du mandat du conseil.
| Période                                  | Période  | Identité                    | Étiquette      | Qualité                                                    |
| ---------------------------------------- | -------- | --------------------------- | -------------- | ---------------------------------------------------------- |
| ?                                        | ?        | Alexandre Théodore Favereau |                | Notaire Conseiller général du canton de Beaune (1855-1858) |
| 2001                                     | 2008     | Sylvette Pajon              | sans étiquette |                                                            |
| mars 2008                                | En cours | Christian Barrier,          |                | Ouvrier qualifié de type artisanal                         |
| Les données manquantes sont à compléter. |          |                             |                |                                                            |

### Jumelages
- Des relations se sont créées il y a quelques années avec la commune de Nancray dans le Doubs, sans que celles-ci aient été vraiment approfondies.
- D'autre part on peut noter que des liens existent entre les pompiers volontaires de Nancray-sur-Rimarde et les pompiers de Fredersdorf-Vogelsdorf en Allemagne. Cet échange s'est fondé à l'origine par l'intermédiaire de la musique départementale des sapeurs pompiers du Loiret, dont quelques pompiers de Nancray-sur-Rimarde font partie. Depuis, les pompiers des deux villes se rencontrent hors de ces cadres, et les pompiers de Nancray-sur-Rimarde ont eu le souci d'y associer la caserne de Beaune-la-Rolande à laquelle ils sont rattachés depuis la départementalisation des casernes de pompiers, à l'origine municipales.

## Équipements et services

### Environnement

#### Gestion des déchets
En  2016, la commune est membre du SITOMAP de la région Pithiviers, créé en 1968. Celui-ci assure la collecte et le traitement des ordures ménagères résiduelles, des emballages ménagers recyclables  et des encombrants en porte à porte et du verre en points d’apport volontaire. Un réseau de huit déchèteries accueille les encombrants et autres déchets spécifiques (déchets verts, déchets dangereux, gravats, ferraille, cartons…). La déchèterie la plus proche de la commune est située sur la commune de Beaune-la-Rolande. L'élimination et la valorisation énergétique des déchets ménagers et de ceux issus de la collecte sélective sont effectuées dans l'outil de traitement appelé BEGEVAL, installé à Pithiviers et géré par le syndicat de traitement Beauce Gâtinais Valorisation (BGV) qui regroupe le territoire des trois syndicats de collecte : SMETOM, SITOMAP et SIRTOMRA. Cet outil est composé d’un centre de valorisation matière qui trie les emballages issus de la collecte sélective, les journaux-magazines et les cartons de déchèteries, et d’un centre de valorisation énergétique qui incinère les ordures ménagères résiduelles et le tout-venant incinérable des déchèteries ainsi que les refus du centre de tri.
Depuis le 1er janvier 2017, la « gestion des déchets ménagers » ne fait plus partie des compétences de la commune mais est une compétence obligatoire de la communauté de communes du Pithiverais-Gâtinais en application de la loi NOTRe du 7 août 2015.

#### Production et distribution d'eau
Le service public d’eau potable est une compétence obligatoire des communes depuis l’adoption de la loi du 30 décembre 2006 sur l’eau et les milieux aquatiques. Au 31 décembre 2016, la production et la distribution de l'eau potable sur le territoire communal sont assurées par la commune elle-même.
La loi NOTRe du 7 août 2015 prévoit que le transfert des compétences « eau et assainissement » vers les communautés de communes sera obligatoire à compter du 1er janvier 2020. Le transfert d’une compétence entraîne  de  facto la mise à disposition gratuite de plein droit des biens, équipements et services publics utilisés, à la date du transfert, pour l'exercice de ces compétences et la substitution de la communauté dans les droits et obligations des communes,.

#### Assainissement
La compétence assainissement, qui recouvre obligatoirement la collecte, le transport et l’épuration des eaux usées, l’élimination des boues produites, ainsi que le contrôle des raccordements aux réseaux publics de collecte, est assurée  par la commune.
La commune est raccordée à une station d'épuration située sur le territoire communal, mise en service le 1er juillet 2003 et dont la capacité nominale de traitement est de  500 EH, soit 75 m3/jour. Cet équipement utilise un procédé d'épuration biologique dit « à boues activées »,.
L’assainissement non collectif (ANC) désigne les installations individuelles de traitement des eaux domestiques qui ne sont pas desservies par un réseau public de collecte des eaux usées et qui doivent en conséquence traiter elles-mêmes leurs eaux usées avant de les rejeter dans le milieu naturel. Depuis le 1er janvier 2017, la communauté de communes du Pithiverais-Gâtinais, issue de la fusion de la communauté de communes du Beaunois, de la communauté de communes des Terres puiseautines étendue à la commune nouvelle Le Malesherbois, assure le service public d'assainissement non collectif (SPANC). Celui-ci a pour mission de vérifier la bonne exécution des travaux de réalisation et de réhabilitation, ainsi que le bon fonctionnement et l’entretien des installations,.

### Enseignement
- L'école primaire de Nancray est intégrée au SIRIS, qui est une association entre communes, pour leur permettre de garder ce cœur d'un village qu'est son école, tout en assurant aux enfants un enseignement de qualité en ménageant des classes d'un niveau homogène (pas de classe unique où tous les âges sont mélangés et les instituteurs d'autant divisés) quoi qu'en dise le ministère de L'Éducation qui manifeste parfois sa volonté de regrouper les écoles primaires du canton, plus par souci de rentabilité que de cohérence et d'efficacité.
- Les collégiens vont principalement à Beaune-la-Rolande.
- Les lycéens vont principalement à Pithiviers ou à Montargis.
- L'enseignement privé le plus proche à la disposition des Nancréens se situe à Pithiviers.

## Population et société

### Démographie
L'évolution du nombre d'habitants est connue à travers les recensements de la population effectués dans la commune depuis 1793. Pour les communes de moins de 10 000 habitants, une enquête de recensement portant sur toute la population est réalisée tous les cinq ans, les populations de référence des années intermédiaires étant quant à elles estimées par interpolation ou extrapolation. Pour la commune, le premier recensement exhaustif entrant dans le cadre du nouveau dispositif a été réalisé en 2004.
En 2022, la commune comptait 571 habitants, en évolution de −6,39 % par rapport à 2016 (Loiret : +1,89 %, France hors Mayotte : +2,11 %).
| 1793 | 1800 | 1806 | 1821 | 1831 | 1836 | 1841 | 1846 | 1851 |
| ---- | ---- | ---- | ---- | ---- | ---- | ---- | ---- | ---- |
| 896  | 863  | 967  | 985  | 986  | 926  | 905  | 905  | 943  |

| 1856 | 1861 | 1866  | 1872 | 1876 | 1881 | 1886 | 1891 | 1896 |
| ---- | ---- | ----- | ---- | ---- | ---- | ---- | ---- | ---- |
| 991  | 997  | 1 027 | 945  | 915  | 850  | 838  | 808  | 731  |

| 1901 | 1906 | 1911 | 1921 | 1926 | 1931 | 1936 | 1946 | 1954 |
| ---- | ---- | ---- | ---- | ---- | ---- | ---- | ---- | ---- |
| 794  | 805  | 755  | 614  | 630  | 605  | 537  | 515  | 486  |

| 1962 | 1968 | 1975 | 1982 | 1990 | 1999 | 2004 | 2006 | 2009 |
| ---- | ---- | ---- | ---- | ---- | ---- | ---- | ---- | ---- |
| 435  | 408  | 361  | 362  | 424  | 430  | 465  | 474  | 545  |

| 2014 | 2019 | 2022 | - | - | - | - | - | - |
| ---- | ---- | ---- | - | - | - | - | - | - |
| 584  | 576  | 571  | - | - | - | - | - | - |

## Économie
Commune rurale, Nancray a été façonnée essentiellement par l'activité agricole.

### Agriculture
- La viticulture qui marqua longtemps l'activité agricole du village, grâce à la proximité du grand marché parisien, n'existe plus aujourd'hui qu'à l'état résiduel, et sans aucune justification économique ;
- La grande culture est l'activité largement dominante aujourd'hui, alliant cultures industrielles (colza, betterave à sucre avec les sucreries de Pithiviers et de Corbeilles-en-Gâtinais) et cultures alimentaires pour le bétail ou la consommation humaine (blé dur et tendre, orge de brasserie, tournesol, maïs-grain).

### Industrie et artisanat
- Activités principalement artisanales, avec le travail sur le bois, sur la terre (faïencerie) ou sur le cuir ;
- Nancray accueille aussi une usine travaillant le plastique.

### Services
En plus d'un restaurant, la commune comprend aussi des activités touristiques liées au tourisme vert -gîtes et chambres d'hôtes- qui dénotent la dépendance du village vis-à-vis des métropoles régionales, Paris et Orléans.

## Culture locale et patrimoine

### Lieux et monuments
- Église Saint-Denis (fin XVe siècle).
- Tombe d'officier prussien (1870) au cimetière.
- 2 anciens lavoirs.

### Musique
- Nancray compte une harmonie municipale fondée vers 1890 à laquelle s'est officiellement rattachée la clique des pompiers depuis peu. Cette harmonie assure l'animation de la fête patronale et des rassemblements patriotiques.
- Une école de musique située à Beaune-la-Rolande et financée par la communauté de communes du Beaunois est à la disposition de la population de Nancray-sur-Rimarde pour l'apprentissage de la musique.

### Personnalités liées à la commune
- Jhon franklin keonning (1924-2008), peintre américain arrivée après la seconde guerre mondiale
- Roger Chapelain-Midy (1904-1992), peintre français, a établi son atelier dans la commune et y est enterré.
- Nathan d'Aubigné (1600-1669), y est né. C'est un fils naturel du poète baroque Agrippa d'Aubigné. Il sera médecin et mathématicien.
- Paul Lizandier (1884-1969), athlète français, médaillé de bronze aux Jeux olympiques de 1908.

### Héraldique
| Blason de Nancray-sur-Rimarde | Les armes de Nancray-sur-Rimarde se blasonnent ainsi : D'azur à la fasce ondée d'argent accompagnée de trois étriers d'or, 2 en chef, 1 en pointe. Adopté le 25 janvier 2000. |